# Lynne McTaggart
Lynne McTaggart, född den 23 januari 1951 i New York, är en amerikansk journalist, författare och föreläsare, som numera bor i London. Hon är författare till sex böcker, däribland  The Intention Experiment och The Field. Böckerna är bland annat inriktade på kvantfysik och alternativ medicin.